# Ressource fossile
On appelle ressource fossile une matière première produite par méthanisation d'êtres vivants morts puis enfouis dans le sol par un processus de sédimentation, aboutissant à la formation d'hydrocarbures après une durée longue, de quelques dizaines à plusieurs centaines de millions d'années. Ces produits sont notamment le pétrole, le charbon et le gaz naturel.
Les ressources fossiles peuvent être utilisées comme source d'énergie par combustion — on parle alors de combustibles fossiles — ou comme matériau, utilisé notamment par l'industrie chimique.

## Principales ressources fossiles
Les principales ressources fossiles sont le charbon (y compris le lignite), le pétrole (dont les sables bitumineux) et le gaz naturel. Aux ressources conventionnelles s'ajoutent les gaz et huiles de schiste. On peut citer également la tourbe.

## Utilisation comme combustible
Les produits issus des ressources fossiles sont utilisés comme combustibles pour produire de l'énergie thermique (chauffage) ou mécanique (moteur à combustion et explosion, moteur à combustion externe). En 2023, les combustibles fossiles sont la principale source d'énergie dans le monde.

## Utilisation comme matériau
Les ressources fossiles sont aussi utilisées comme matériau dans différentes industries. Ainsi, l'industrie chimique utilise le pétrole comme intrant pour diverses production, notamment celle de matière plastique.
La production d'hydrogène est réalisée notamment à partir du méthane, mais aussi dans une moindre mesure à partir du pétrole ou du charbon. La production d'hydrogène par électrolyse de l'eau reste marginale en 2023.